# 葛雷格·霍蘭德
葛雷格里·史考特·霍蘭德（英語：Gregory Scott Holland，1985年11月20日—），為美國職棒大聯盟的投手，目前為自由球員。他先前曾效力過洛磯、紅雀、國民、響尾蛇、皇家與遊騎兵等隊。
霍蘭德入選3次明星賽，並於2015年拿下世界大賽冠軍。2016年因為動TJ手術導致整季報銷。2017年他加入洛磯隊，並在那年拿下救援王。

## 職業生涯

### 堪薩斯市皇家
2010年，霍蘭德在3A繳出3勝3敗，防禦率3.81的成績。最後他在8月2日登上大聯盟，該年他吞下1敗，防禦率6.75。
2011年，霍蘭德繼續在3A待命。後來他在5月登上大聯盟，並在5月19日收下大聯盟首勝。該年他出賽46場比賽，拿下5勝1敗，防禦率1.80。2012年，他拿下7勝4敗，防禦率2.96。由於終結者喬納森·布朗克斯頓在季中被交易到紅人，因此霍蘭德接替球隊終結者的角色。
2013年，霍蘭德已經成功站穩大聯盟。整季他拿下47次救援成功，超越了由丹·奎森貝瑞和Jeff Montgomery共同保持的單季45次救援成功隊史紀錄。
2014年，霍蘭德連兩年入選明星賽。該年他48次救援機會拿下46次救援成功，防禦率僅1.44。他在季後賽出賽8場比賽，拿下6次救援成功，防禦率僅1.13。後來他在世界大賽第三戰拿下第七次救援成功，追平了救援投手在季後賽的救援成功數紀錄。10月22日，霍蘭德拿下美聯最佳救援投手獎。
2015年，霍蘭德身手稍微下滑，防禦率3.83，拿下32次救援成功。9月底，醫生經檢查發現他的尺側副韌帶出現撕裂傷。最後他在9月22日動了湯米·約翰手術，造成本季報銷。雖然皇家隊在季後賽少了終結者，不過他們仍延續去年氣勢，一路打進世界大賽並成功奪冠。
球季結束後，霍蘭德成為自由球員。再加上傷勢還未痊癒，使得他2016年完全沒有出賽記錄。

### 科羅拉多洛磯
2017年1月26日，霍蘭德和洛磯隊簽下1年合約。他在4月份拿下國聯單月最佳投手。他在母親節打破了隊史連續拿下救援成功的紀錄(16次)，5月份他的救援成功率是100%，使得他再次奪下國聯單月最佳投手。這年他在上半季的防禦率為1.62，拿下28次救援成功，並順利入選明星賽。8月，霍蘭德的表現下滑，單月丟掉了14分。不過這年他的防禦率依舊維持在3.61，最後他也成功拿下國聯東山再起獎。球季結束後，他成為自由球員。

### 聖路易紅雀
2018年3月31日，霍蘭德和紅雀隊簽下1年1400萬美元的合約，並在開季被送到高階1A。他在4月10日迎來球季初登板，不過在延長賽吞敗。5月底，霍蘭德的防禦率高達9.45。之後他因為臀部不舒服被送到傷兵名單。
該年他的防禦率為7.92，最後他在7月27日遭到指定讓渡，8月1日成為自由球員。

### 華盛頓國民
2018年8月7日，他和國民隊簽約。結果他在國民隊繳出0.84的防禦率，和他球季初完全判若兩人。

### 亞利桑那響尾蛇
2019年1月31日，他和響尾蛇簽下1年350萬美元的合約。球季初20場比賽，霍蘭德的防禦率只有1.37。不過球季中他的防禦率暴漲到8.44。7月2日，他在球隊一分領先時登板，結果抓到兩出局後連丟4次保送。而接替他的頭手也投出保送，讓霍蘭德吞下敗投。
7月26日，霍蘭德再一次砸鍋。最後他不僅丟掉了終結者的位置，還在8月10日遭到釋出。

### 重返國民隊
2019年8月13日，霍蘭德與國民隊簽下小聯盟合約，並被指派到2A。

### 重返皇家隊
2020年1月29日，霍蘭德和皇家隊簽下小聯盟合約。他在開季前成功進入開幕戰名單內，整季他出賽28場比賽，拿下3勝0敗，防禦率1.91。12月14日，他和皇家隊簽下1年275萬美元的合約。

### 德州遊騎兵
2022年3月16日，霍蘭德與遊騎兵簽下小聯盟約，並受邀參加大聯盟春訓。球隊後來在4月19日將他指定讓渡，22日他成為自由球員。

## 個人生活
霍蘭德目前已婚育有2子，長子在2014年10月出生，次子在2017年7月出生。

## 外部連結
- 球員資訊和成績在MLB，ESPN，Baseball-Reference，Fangraphs（英文）
- 葛雷格·霍蘭德在台灣棒球維基館上的頁面（繁體中文）